# Cotarsina belensis
Cotarsina belensis là một loài bướm đêm trong họ Noctuidae.